# Liste der Monuments historiques in Barville (Vosges)
Die Liste der Monuments historiques in Barville führt die Monuments historiques in der französischen Gemeinde Barville auf.

## Liste der Immobilien
| Bezeichnung      | Beschreibung    | Standort                 | Kennzeichnung | Schutzstatus | Datum | Bild           |
| ---------------- | --------------- | ------------------------ | ------------- | ------------ | ----- | -------------- |
| Steinernes Kreuz | 16. Jahrhundert | Route d’Houéville (Lage) | PA00107090    | Classé       | 1909  | weitere Bilder |